# Potarit
A potarit egy ásvány, higany palládiummal alkotott ötvözete.
Nevét a guyanai Potaro folyóról kapta.
Izotróp, de ha az összetétel aránya változik (Pd3Hg2; Pd2Hg) anizotrópia mutatkozik.